# Polyommatus escheri
Azuré de l'adragant, Azuré d'Escher, Azuré du plantain
Espèce
L’Azuré de l'adragant (Polyommatus escheri), aussi appelé Azuré d'Escher ou (improprement) Azuré du plantain, est une espèce de lépidoptères (papillons) de la famille des Lycaenidae et de la sous-famille des Polyommatinae.

## Noms vernaculaires
- en français : l'Azuré de l'adragant, l'Azuré du plantain, l'Azuré d'Escher, l'Argus bleu ciel[1].

Le nom « Azuré de l’adragant » a été introduit en 2013 pour remplacer « Azuré du plantain » car les Plantains ne sont pas des plantes-hôtes larvaires de l'espèce.
- en anglais : Escher's Blue
- en allemand : Escher-Bläuling
- en espagnol : Fabiola

## Systématique

### Synonyme
- Papilio escheri Hübner, 1823[3].

### Sous-espèces
- Polyommatus escheri ahmar (Le Cerf, 1928) au Maroc.
- Polyommatus escheri dalmatica (Speyer, 1882) dans les Balkans.
- Polyommatus escheri helenae (Oberthür, 1910)
- Polyommatus escheri parnassica (Brown, 1977)
- Polyommatus escheri roseonitens (Oberthür, 1910)
- Polyommatus escheri splendens Stefanelli, 1904[3].

## Description
C'est un petit papillon qui présente un dimorphisme sexuel, le dessus du mâle est bleu avec une étroite bordure foncée et une frange blanche, celui de la femelle est marron avec une ligne submarginale de points orange et la même frange blanche.
Le revers est beige chez le mâle, ocre chez la femelle orné de points noirs cerclés de blanc et d'une ligne sub marginale de points orange.

## Biologie

### Période de vol et hivernation
Il hiverne à l'état de jeune chenille.
Les chenilles sont soignées par des fourmis, Myrmica specioides et Formica cinerea, et Polyommatus escheri dalmatica par des Plagiolepis.
Il vole en une génération, de mai à août suivant son lieu de résidence.

### Plantes hôtes
Ses plantes hôte sont des Astragalus,  Astragalus monspessulanus, Astragalus exscapus, Astragalus incanus, Astragalus sempervirens, Astragalus spuneri.

## Écologie et distribution
Il est présent au Maroc, dans le sud-est de l'Europe (Espagne, France, Italie, Grèce) et dans les Balkans,.
En France il est présent dans le pourtour de la Méditerranée, dans les Alpes et en Poitou-Charentes.

### Biotope
Son habitat est constitué de lieux rocheux, secs,  fleuris.

### Protection
Pas de statut de protection particulier au niveau national. Il est espèce déterminante en Poitou-Charentes.